# Nesillas lantzii
El zarzalero de Lantz (Nesillas lantzii) es una especie de ave paseriforme de la familia Acrocephalidae endémica de Madagascar.

## Distribución y hábitat
Se encuentra únicamente en las regiones costeras secas del suroeste de la isla de Madagascar. Su hábitat natural son los bosques subtropicales secos y las zonas de matorral.